# Чемпионат Украины по фигурному катанию на коньках 2012/2013
Чемпионат Украины по фигурному катанию на коньках 2012/2013 (укр. Чемпіонат України з фігурного катання на ковзанах 2012/2013) — украинский национальный чемпионат по фигурному катанию сезона 2012—2013.
Соревнования прошли в категориях: мужское и женское одиночное катание, парное катание и танцы на льду.
Турнир был проведён Киеве с 19 по 21 декабря 2012 года.

## Расписание
- 19 декабря 2012
  - 15:00—15:45 — Танцы, Короткий танец
  - 16:00—16:45 — Мужчины, Короткая программа
  - 17:00—18:15 — Женщины, Короткая программа
  - 18:30—19:00 — Пары, Короткая программа
- 20 декабря 2012
  - 13:00—13:45 — Танцы, Произвольный танец
  - 14:00—15:00 — Мужчины, Произвольная программа
  - 15:16—16:45 — Женщины, Произвольная программа
  - 17:00—17:30 — Пары, Произвольная программа
- 21 декабря 2012
  - 17:30—18:00 — Церемония награждения
  - 18:00—19:30 — Показательные выступления

## Результаты

### Мужчины
| Место | Имя               | Город          | Сумма баллов | SP | SP    | FP | FP     |
| ----- | ----------------- | -------------- | ------------ | -- | ----- | -- | ------ |
| 1     | Яков Годорожа     | Одесса         | 180.20       | 1  | 62.15 | 2  | 118.05 |
| 2     | Дмитрий Игнатенко | Днепропетровск | 178.48       | 2  | 60.10 | 1  | 118.38 |
| 3     | Игорь Резниченко  | Киев           | 165.40       | 3  | 56.87 | 3  | 108.53 |
| 4     | Ярослав Паниот    | Киев           | 143.02       | 4  | 53.73 | 4  | 89.29  |
| 5     | Владислав Пихович | Днепропетровск | 112.76       | 5  | 37.26 | 5  | 75.50  |
| WD    | Никита Краев      | Днепропетровск |              |    |       |    |        |
| WD    | Иван Павлов       | Киев           |              |    |       |    |        |

- WD = снялись с соревнований

### Женщины
| Место | Имя                    | Город          | Сумма баллов | SP | SP    | FP | FP     |
| ----- | ---------------------- | -------------- | ------------ | -- | ----- | -- | ------ |
| 1     | Наталья Попова         | Киев           | 155.73       | 1  | 54.07 | 1  | 101.66 |
| 2     | Алина Милевская        | Киев           | 136.84       | 2  | 47.74 | 3  | 89.10  |
| 3     | Анна Хныченкова        | Днепропетровск | 134.81       | 3  | 45.38 | 2  | 89.43  |
| 4     | Анастасия Яловая       | Днепропетровск | 105.32       | 6  | 37.08 | 4  | 68.24  |
| 5     | Валерия Козенец        | Харьков        | 103.44       | 4  | 40.38 | 5  | 63.06  |
| 6     | Мария Гаврилова        | Киев           | 98.41        | 5  | 38.50 | 6  | 59.91  |
| 7     | Ксения Евдокименко     | Харьков        | 85.38        | 8  | 28.16 | 7  | 57.22  |
| 8     | Ольга Белинская        | Одесса         | 82.82        | 7  | 31.00 | 8  | 51.82  |
| WD    | Дарин Хусейн           | Киев           |              |    |       |    |        |
| WD    | Анастасия Кононенко    | Киев           |              |    |       |    |        |
| WD    | Каролина Абдулкаримова | Одесса         |              |    |       |    |        |

- WD = снялись с соревнований

### Пары
| Место | Имена                                | Город                    | Сумма баллов | SP | SP    | FP | FP    |
| ----- | ------------------------------------ | ------------------------ | ------------ | -- | ----- | -- | ----- |
| 1     | Елизавета Усманцева / Сергей Кульбач | Харьков / Днепропетровск | 122.53       | 2  | 35.72 | 1  | 86.81 |
| 2     | Александра Горовая / Сергей Дейнега  | Киев                     | 79.82        | 3  | 33.26 | 2  | 46.56 |
| WD    | Юлия Лаврентьева / Юрий Рудык        | Киев                     |              | 1  | 46.82 |    |       |

- WD = снялись с соревнований

### Танцы
| Место | Имена                                  | Город   | Сумма баллов | SD | SD    | FD | FD    |
| ----- | -------------------------------------- | ------- | ------------ | -- | ----- | -- | ----- |
| 1     | Шивон Хикин-Кенеди / Дмитрий Дунь      | Киев    | 143.23       | 1  | 57.53 | 1  | 85.70 |
| 2     | Надежда Фроленкова / Виталий Никифоров | Харьков | 122.36       | 2  | 48.45 | 2  | 73.90 |
| 3     | Дарья Коротицкая / Максим Сподырев     | Харьков | 109.47       | 4  | 41.07 | 3  | 68.40 |
| 4     | Анастасия Кабанова / Алексей Шумский   | Киев    | 104.66       | 3  | 42.73 | 4  | 61.93 |
| WD    | Валерия Гайструк / Алексей Олейник     | Киев    |              |    |       |    |       |

- WD = снялись с соревнований